# تپه گرد پنبو
تپه گرد پنبو مربوط به هزاره اول قبل از میلاد است و در شهرستان ارومیه، بخش سیلوانه، دهستان مرگور، روستای ژارآباد واقع شده و این اثر در تاریخ ۲۵ آبان ۱۳۸۷ با شمارهٔ ثبت ۲۳۵۱۸ به‌عنوان یکی از آثار ملی ایران به ثبت رسیده است.